# SMS Panther
SMS Panther fue uno de los seis cañoneros de la Clase Iltis de la Kaiserliche Marine, sirvió en las colonias alemanas de ultramar. Fue botado el 1 de abril de 1901 en el Kaiserliche Werft Danzig. Su tripulación estaba compuesta por 9 oficiales y 121 hombres. 

## Historia de servicio
En septiembre de 1902, después de que el barco rebelde haitiano Crête-à-Pierrot secuestrara al carguero alemán Markomannia y se apoderara de armas destinadas al gobierno haitiano de Pierre Théoma Boisrond-Canal, Alemania envió al Panther a Haití. Cuando el Panther encontró al Crête-à-Pierrot, el almirante rebelde Hammerton Killick evacuó a la tripulación y voló el barco que para entonces estaba bajo el fuego de Panther.
En 1902 el Panther formó parte de la flota imperial alemana en el bloqueo naval a Venezuela por incumplimiento de pagos de deudas a potencias europeas durante el gobierno de Cipriano Castro. Bombardeó Puerto Cabello y el castillo de San Carlos de la Barra en 1903. 
En 1905 el Panther fue desplegado en el puerto de Itajahy (Brasil), donde su tripulación llevó a cabo la búsqueda y secuestro de un disidente alemán en suelo brasileño. Este asunto sería conocido como el "Caso Panther".
El Panther volvió a ser notorio en 1911 cuando fue desplegado en el puerto marroquí de Agadir durante la "Crisis de Agadir", también llamada la "Segunda crisis marroquí". Alemania hizo esto para reforzar sus demandas sobre Francia en la África Ecuatorial Francesa, recurriendo a la "diplomacia de cañonero", utilizada por las potencias para presionar el cumplimiento de obligaciones o intereses. Involucraba especialmente el despliegue de cañoneros con la amenaza de bombardeo, pero ahora se refiere a cualquier servicio armado para reforzar demandas hechas diplomáticamente en forma previa. Se puede decir que este fue el tipo de buque que causó que aumentara la tensión hasta provocar la Primera Guerra Mundial. El Panther fue enviado supuestamente a proteger a los ciudadanos alemanes en el puerto, pero su objetivo fue amenazar a los franceses en su intento de colonizar Marruecos.
El buque fue desguazado en 1931.